# Ferdinand Bernède
Pour les articles homonymes, voir Bernède (homonymie).
Ferdinand Bernède, né le 20 novembre 1869 à Arjuzanx et mort le 9 novembre 1963 à Dax, est un photographe et folkloriste français de tradition gasconne. Il se définit comme « l’historien, le troubadour et le photographe des Landes ».

## Biographie
Ferdinand Bernède naît le 20 novembre 1869 à Arjuzanx, au lieu-dit Besson. Il étudie au lycée Victor-Duruy de Mont-de-Marsan puis devient photographe à Paris en 1892. Il travaille dans un studio et y apprend la retouche. Lorsqu’il rentre dans les Landes en 1895, il passe trois années à parcourir le département sur une bicyclette achetée à Dax pour capter de très nombreux clichés. Il se lance dans la création de carte postales folkloriques représentant des scènes traditionnelles qui le font connaître bien au-delà des Landes. Il épouse le 20 février 1913 Marie-Louise Delest et s’installe en 1917 dans la villa Henriette, à Dax. En plus de la photographie, il s’intéresse à l’histoire locale, à la toponymie et aux monuments historiques des alentours d’Arjuzanx. Il réalise 90 dessins au crayon et environ 40 aquarelles. Dans la tradition photographique des Landes, il est positionné à mi-chemin entre Félix Arnaudin et Émile Vignes. Il rédige aussi des poèmes et publie, après ses soixante ans, son premier recueil : Poèmes des Landes et de la Chalosse. Il reçoit plusieurs prix de la part de sociétés littéraires gasconnes telles que l’Escòla Gaston Fèbus ou le Jasmin d'argent. Il est membre de la société de Borda et en est nommé président d’honneur en 1959. Il meurt à Dax le 9 novembre 1963 et est inhumé au cimetière d’Arjuzanx.

## Publications
- Poèmes des Landes et de la Chalosse, Mont-de-Marsan, Chabas, 1930, 125 p. (présentation en ligne)
- Cours de l'eau thermale de Dax à travers le département des Landes, sa préhistoire, son histoire, les bains de Préchacq, cours de l'eau thermale et la Bagnère de Tercis…, Mont-de-Marsan, Lacoste, 1955, 36 p. (présentation en ligne)
- Mauves et ronces  (préf. Émile Daru), Mont-de-Marsan, Lacoste, 1959, 47 p. (présentation en ligne)
- Poésies choisies en gascon et en français, Dax, Société de Borda, 1980, 177 p. (présentation en ligne)

## Postérité
Dans un entretien en 1977, Émile Vignes, son « successeur » et ami, lui rend hommage. Trois rues portent son nom dans les Landes : à Mont-de-Marsan, Dax et Labouheyre.
La société de Borda (Dax) conserve des plaques de verre, des photographies, des cartes postales, des manuscrits, des aquarelles et des dessins de Ferdinand Bernède. Certains de ces objets proviennent d’un don de Bernède à Vignes. L’écomusée de la Grande Lande (Sabres) conserve 125 cartes postales en noir et blanc ou colorisées représentant des scènes folkloriques. Le musée des Civilisations de l'Europe et de la Méditerranée conserve une cornemuse récoltée à Sabres par Bernède ainsi qu’un sac sur lequel est écrit, à l’encre noire, un de ses poèmes, « Le Berger Landais ». Elle a été conservée par le musée forestier d’Hossegor jusqu’en 1953, puis par le musée national des Arts et Traditions populaires de 1953 à 2005. Elle a été présentée au public lors de l’exposition « Bergers de France » en 1962.